# Magonia pubescens

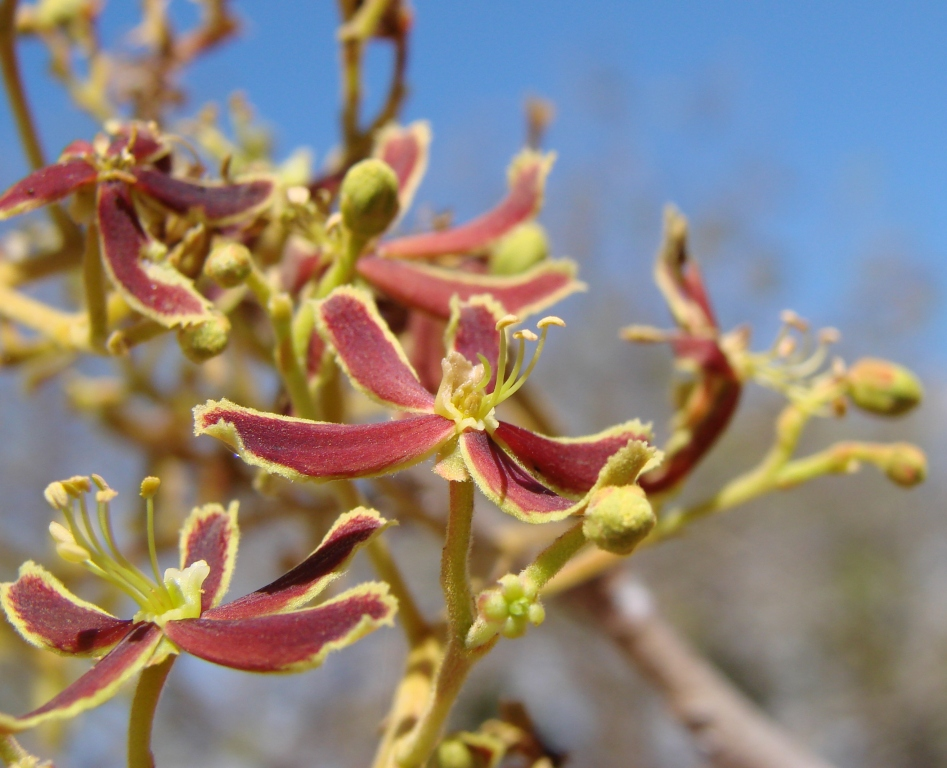
Blüten

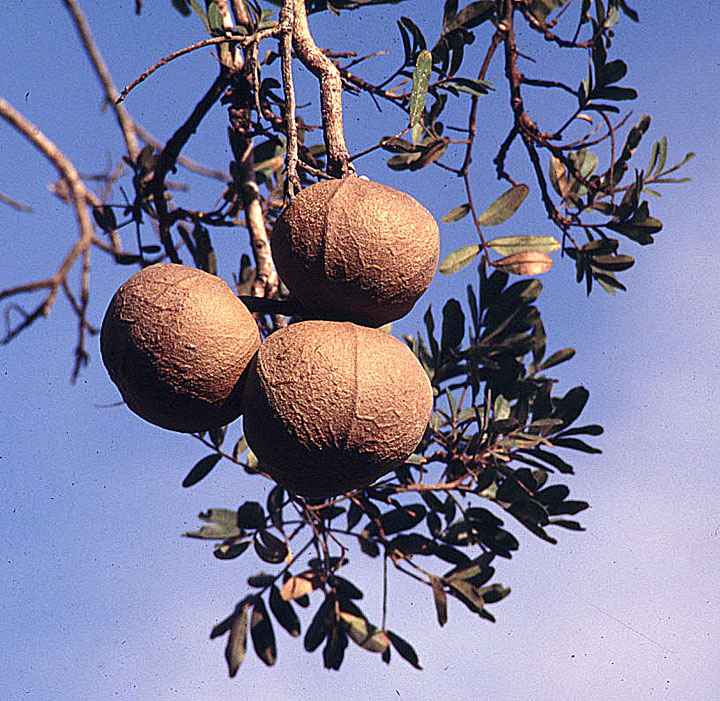
Früchte

Magonia pubescens ist ein Baum in der Familie der Seifenbaumgewächse aus dem nordöstlichen Argentinien, Paraguay, Bolivien bis zum zentralen, südöstlichen und nördlichen Brasilien. Es ist die einzige Art der Gattung Magonia. In Brasilien ist er bekannt als Tingui und in Bolivien als Barbasco. Der Gattungsname ehrt den karthagischen Feldherrn Mago, der jüngste Bruder Hannibals.

## Beschreibung
Magonia pubescens wächst als laubabwerfender, recht schnellwüchsiger Baum, mit dichter Krone bis etwa 9–10 Meter hoch. Der Stammdurchmesser erreicht etwa 30 Zentimeter. Die gräuliche bis bräunliche Borke ist kleinschuppig.
Die wechselständigen und gestielten Laubblätter sind paarig gefiedert mit etwa 6–12 Blättchen. Die ganzrandigen, eiförmigen bis verkehrt-eiförmigen, länglichen oder eilanzettlichen bis verkehrt-eilanzettlichen und rundspitzigen oder abgerundeten bis eingebuchteten, ausgerandeten Blättchen sind (fast) sitzend. Sie sind bis 11,5 Zentimeter lang und bis 6 Zentimeter breit, sie sind unterseits heller und leicht behaart. Die Nebenblätter fehlen.
Magonia pubescens ist einhäusig monözisch. Es werden feinhaarige und lockere, rispige, end- oder achselständige Blütenstände gebildet. Die gestielten und fünfzähligen, funktional eingeschlechtlichen, leicht duftenden Blüten besitzen eine doppelte Blütenhülle. Der feinhaarige, fünfteilige und kleine Kelch ist gelb-grünlich. Die länglichen, schmalen, etwa 1–1,3 Zentimeter langen und ausladenden Petalen sind außen feinhaarig und gelb-grün sowie innen violett-rot. Es sind etwa 8 Staubblätter vorhanden. Der dreikammerige, kurz behaarte Fruchtknoten ist oberständig. Die männlichen Blüten besitzen einen Pistillode und die weiblichen Staminodien. Es ist jeweils ein becherförmiger, einseitig zweischichtiger und hier konkav aufwärts verlängerter Diskus vorhanden.
Es werden kugelige, etwa 7,5–11,5 Zentimeter große, bräunliche und leicht schorfige, etwas raue, kahle, holzige, lokulizidale, dreiteilige, vielsamige Kapselfrüchte gebildet. Die flachen, orange-braunen, elliptischen bis nierenförmigen, myxospermen Samen, mit weichlich-papieriger Samenschale sind rundum geflügelt und mit Flügel etwa 5,5–8,5 Zentimeter lang.

## Verwendung
Die Blätter können als Fischgift, Barbasco, verwendet werden. Die Rinde wird medizinisch genutzt. Aus dem Samenöl kann Seife hergestellt werden.
Das recht beständige, moderat harte und schwere Holz kann für verschiedene Anwendungen genutzt werden.